# دوغلاس نيل برودي
دوغلاس نيل برودي هو سياسي كندي، ولد في 15 يناير 1872، وتوفي في 14 سبتمبر 1954. حزبياً، نشط في Co-operative Commonwealth Federation ‏. وقد انتخب عضو مجلس نواب نوفا سكوتيا.